# Falcão Duplo
Falcão Duplo era um faraó do Antigo Egito, que reinou em data incerta durante Nacada IIIb (3220/3200–3150 a.C.).

## Atestação

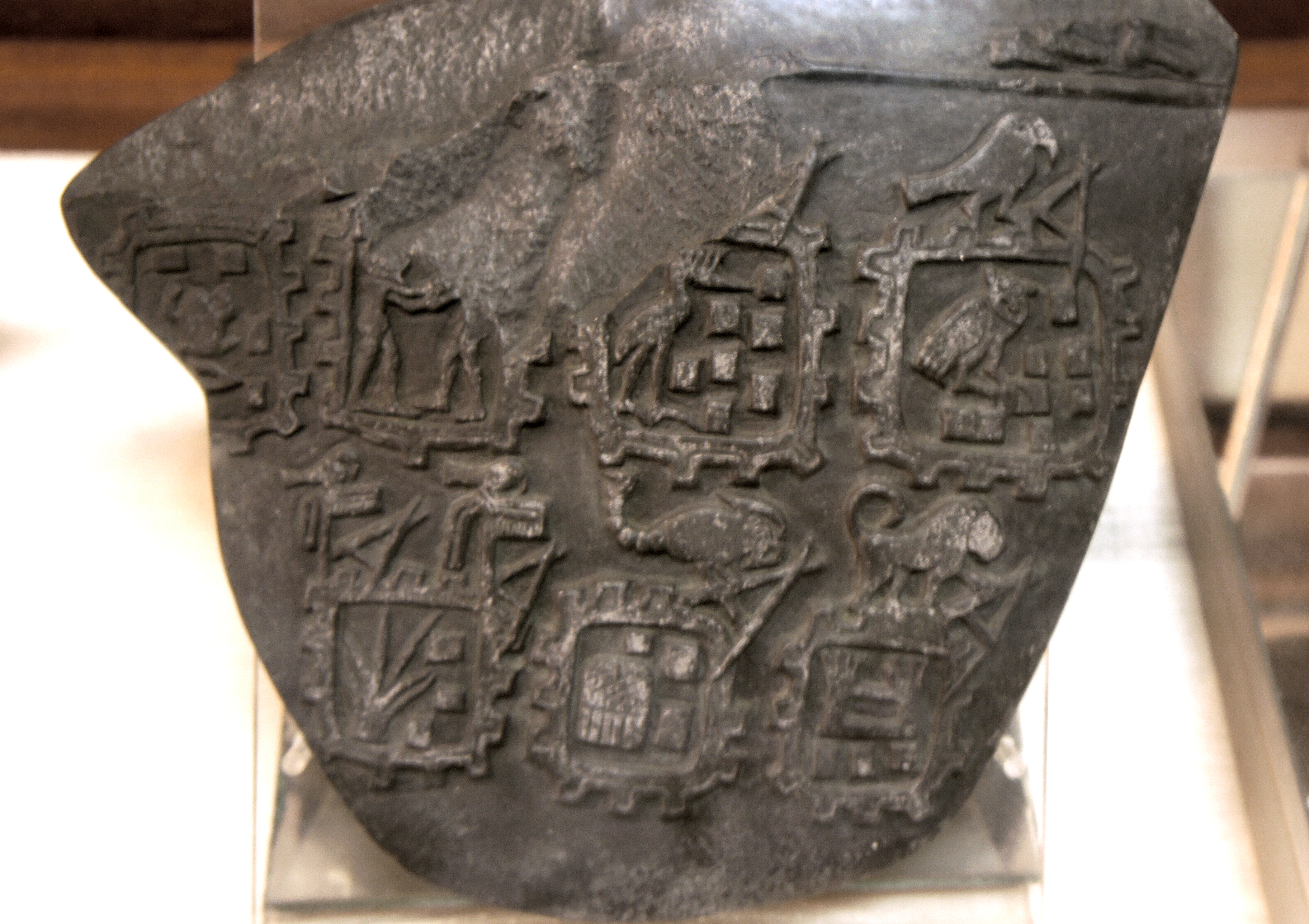
Reverso da Paleta Líbia

Em 1910, o egiptólogo M. J. Clédat descobriu a primeira evidência de sua existência. Enquanto escavava o sítio de Maamedia no nordeste do delta do Nilo, um beduíno lhe trouxe um jarro e alguns fragmentos incisos que foram achados na plantação de tamareiras na vizinha Elbeda; ao investigar o sítio, Clédat descobriu quatro sereques. A próxima atestação foi descoberta em 1912, durante as escavações feitas por Hermann Junker no sítio de Tora, onde uma tumba produziu um jarro completo com um sereque. Depois, outros foram achados no Sinai, Tel Ibraim Auade no Delta Oriental, Adaima e Abidos no Alto Egito, e pedreira de Palmaim no sul de Israel. Günter Dreyer propôs que ele aparece na Paleta Líbia junto de outros faraós. Há também semelhanças com o possível estandarte apresentado na mais antiga Paleta Nebui. A distribuição geográfica dos seus sereques, se pouco diz sobre seu reinado, ao menos indica a amplitude do poder dos faraós nacadanos desse momento.
Segundo Edwin van den Brink, há nove sereques conhecidos de Falcão Duplo, que podem ser divididos em três tipos distintos, que talvez tenham implicações cronológicas: IIa - falcões não antitéticos encimando um sereque plano; ambos (não perfurados) estão dirigidos à direita, onde há uma marca acessória. IIb - falcões opostos, perfurados ou não, com ou sem pernas, em cima ou acima de um sereque simples; o painel do sereque pode ter de um a três traços verticais, mostrando a fachada do palácio, e um dos fragmentos desse tipo é mais trapezoidal do que retangular; ao menos três são acompanhados por uma marca extra; IIc - falcões opostos e perfurados sobre um sinal de montanha perfurado no topo de um sereque simples; o painel contém três ou quatro traços verticais que indicam a fachada do palácio, e num caso excepcional estão sobrepostos; o sereque de Palmaim é ligeiramente trapezoidal e há pelo menos dois com com marcas adicionais.

## Nome
Seu sereque é único em leiaute e composição. Em primeiro lugar, é encimado por dois falcões Hórus. Em segundo lugar, não tem um compartimento de nome, sendo preenchido por linhas verticais. Também não possui a linha horizontal que delimita a fachada do palácio a partir do nome real acima. Finalmente, cada falcão fica em seu próprio pico. Os egiptólogos M. J. Cledat, Günter Dreyer e Edwin van den Brink suspeitam que um simbolismo mais profundo explica as peculiaridades. Os dois falcões poderiam representar o Baixo Egito e o Sinai, pois parece que o Duplo Falcão reinou sobre as duas regiões.
Dreyer acredita que os falcões podem representar o "sinal da montanha" N26 da lista de hieróglifos de Gardner e os lê como Dju (ḏw), de modo que o nome do rei é representado por um par de falcões nas montanhas acima do sereque plano. Em contraste, A. Jiménez-Serrano lê o nome como Nebui (nb.wy), "os dois senhores", e vê uma semelhança com a Paleta Nebui.